# Баришполец, Андрей Вадимович
Андрей Вадимович Баришполец (род. 16 января 1991) — украинский шахматист, гроссмейстер (2013). Выпускник Национального университета «Киево-Могилянская академия».
Многократный участник командных чемпионатов Украины. Лучший результат показал в 2013 году в составе команды «Авангард Киев»: выиграл бронзовую медаль чемпионата, а также «золото» в индивидуальном зачёте, показав лучший результат на первой доске. В 2013 году также принял участие в 82-м чемпионате Украины по шахматам (занял 11-е место).
Победитель 10-го «мемориала Набокова».
Участвовал в выборах президента ФИДЕ в 2022 году.

## Таблица результатов
| Год       | Город   | Турнир                 | + | − | = | Результат | Место |
| --------- | ------- | ---------------------- | - | - | - | --------- | ----- |
|           |         |                        |   |   |   | из        |       |
| 2012      | Киев    | 10-й мемориал Набокова | 5 | 1 | 3 | 6½ из 9   | 1     |
|           | Воронеж | Международный турнир   | 6 | 1 | 2 | 7 из 9    | [ 3 ] |
| 2012/2013 | Краков  |                        | 5 | 1 | 3 | 6½ из 9   | [ 4 ] |
|           |         |                        |   |   |   | из        |       |

## Изменения рейтинга
| Графики недоступны из-за технических проблем. См. информацию на Фабрикаторе и на mediawiki.org. |